# Гао Вэйгуан
Гао Вэйгуан (кит. 高伟光; пиньинь: Gāo Wěiguāng; род. 16 января 1983, Мишань, провинция Хэйлунцзян, Китай) — китайский актёр и модель. Наиболее известен своими ролями в популярных телесериалах, таких как «Три жизни, три мира: Десять миль персиковых цветков», «Свеча в гробнице: Гнев времени», «Три жизни, три мира: Личный дневник» и «Легенда о Фу Яо».

## Биография
Гао Вэйгуан родился 16 января 1983 года в городе Мишань, провинция Хэйлунцзян, Китай. В 2006 году он начал карьеру модели, заняв второе место на конкурсе New Silk Road Model Look. В 2008 году поступил в Центральную академию драмы, которую успешно окончил. С 2013 года состоит в агентстве Jay Walk Studio.

## Карьера
Дебютировал как актёр в 2014 году, исполнив главную роль в веб-сериале «V Love». В том же году снялся в фэнтезийной драме «Легенда о древнем мече». С 2015 по 2016 годы исполнял второстепенные роли в таких сериалах, как «Суждено любить тебя», «Легенда о Бань Шу» и «Лестница любви». В 2016 году сыграл второстепенную роль в сериале «Переводчики» и снялся в криминальном фильме «Под тёмным небом».
Прорыв в карьере произошёл в 2017 году с ролью Дун Хуа в фэнтезийной романтической драме «Три жизни, три мира: Десять миль персиковых цветков», за которую он получил премию «Рекомендуемый актёр года» на China TV Drama Awards. В 2019 году исполнил одну из главных ролей в третьем сезоне сериала «Свеча в гробнице: Гнев времени», получив премию «Лучший актёр (историческая драма)» на 26-й церемонии Huading Awards.

## Фильмография
Примечание: список может быть неполным.
| Год  | Оригинальное название                    | Русское название                          | Роль           |
| ---- | ---------------------------------------- | ----------------------------------------- | -------------- |
| 2014 | 化妆师 (The Makeup Artist)               | Визажист                                  | Гао Цзюнь      |
| 2016 | 惊天破 (Heartfall Arises)                | Под тёмным небом                          | Цзянь Цзюнь    |
| 2017 | 傲娇与偏见 (Mr. Pride vs Miss Prejudice) | Мистер Гордость против мисс Предубеждение | Сяо Цзяньцзюнь |
| 2022 | 无负今日(網絡電影) (Today and Me)        | Без сожалений за сегодня                  | Хуан Шаочэн    |
| 2024 | 沙海之门 (The Gate of Sand Sea)          | Шёпот песков                              | Лао Ху         |

| Год  | Оригинальное название                                | Русское название                                    | Роль                                      |
| ---- | ---------------------------------------------------- | --------------------------------------------------- | ----------------------------------------- |
| 2014 | 古剑奇谭 (Swords of Legends)                         | Легенда о древнем мече                              | Фэн Гуанмо (Инь Цяньшан)                  |
| 2014 | 微时代 (V Love)                                      | Эпоха V                                             | Инь Дун                                   |
| 2015 | 偏偏喜欢你 (Destined to Love You)                    | Суждено любить тебя                                 | Ду Фэн                                    |
| 2015 | 蜀山战纪之剑侠传奇 (The Legend of Zu)                | Легенда о Шушане                                    | Дань Чэньцзы                              |
| 2015 | 班淑传奇 (Legend of Ban Shu)                         | Легенда о Бань Шу                                   | Южный король                              |
| 2016 | 爱的阶梯 (The Ladder of Love)                        | Лестница любви                                      | Чу Яохуэй                                 |
| 2016 | 山海经之赤影传说 (The Classic of Mountains and Seas) | Книга гор и морей: Легенда о красной тени           | Бин И                                     |
| 2016 | 亲爱的翻译官 (The Interpreter)                       | Переводчики                                         | Гао Цзямин                                |
| 2017 | 三生三世十里桃花 (Eternal Love)                      | Три жизни, три мира: Десять миль персиковых цветков | Дун Хуа                                   |
| 2017 | 轩辕剑之汉之云 (Xuan-Yuan Sword: Han Cloud)          | Меч Сюань Юаня: Легенда об облаках Хань             | Цзыи Шанжуй                               |
| 2018 | 扶摇 (Legend of Fuyao)                               | Легенда о Фу Яо                                     | Чжан Бэйе                                 |
| 2019 | 怒晴湘西 (Candle in the Tomb: The Wrath of Time)     | Свеча в гробнице: Гнев времени                      | Чжэ Гу Шао                                |
| 2020 | 三生三世枕上书 (Eternal Love of Dream)               | Три жизни, три мира: Личный дневник                 | Дун Хуа / Сун Сюаньжэнь / Шэнь Е / Си Цзэ |
| 2020 | 龙岭迷窟 (Candle in the Tomb: The Lost Caverns)      | Свеча в гробнице: Затерянные пещеры                 | Чжэ Гу Шао                                |
| 2020 | 旗袍美探 (Miss S)                                    | Мисс С                                              | Ло Цюхэн                                  |
| 2020 | 向阳而生 (Sunshine of My Life)                       | Жизнь на солнце                                     | Линь Чжихэн                               |
| 2021 | 光荣与梦想 (Glory and Dreams)                        | Слава и мечты                                       | Ян Цзинъюй                                |
| 2021 | 雪中悍刀行 (Sword Snow Stride)                       | Путь меча среди снегов                              | Чэнь Чжибао                               |
| 2020 | 昆仑神宫 (Candle in the Tomb: Kunlun Tomb)           | Свеча в гробнице: Святыня Куньлунь                  | Чжэ Гу Шао                                |
| 2022 | 特战行动 (Operation Special Warfare)                 | Спецподразделение                                   | Цинь Гуань                                |
| 2022 | 凭栏一片风云起 (Defying The Storm)                   | Бросая вызов буре                                   | Фу Хэнчжэнь                               |
| 2023 | 无入浮华 (The Outsider)                              | Посторонний                                         | Ван Цзюань                                |
| 2024 | 江河之上 (Above the River)                           | Над рекой                                           | Ло Юань                                   |

## Награды и номинации
Примечание: информация может быть неполной.
2017 год: премия «Рекомендуемый актёр года» на China TV Drama Awards за роль в сериале «Три жизни, три мира: Десять миль персиковых цветков».
2019 год: премия «Лучший актёр (историческая драма)» на 26-й церемонии Huading Awards за роль Чжэ Гу Шао в сериале «Свеча в гробнице: Гнев времени».
2020 год: номинирован на премию Huading Award "Лучшая роль второго плана" за роль Чжэ Гу Шао в сериале «Свеча в гробнице: Затерянные пещеры».